# Thích Nhất Hạnh
Thích Nhất Hạnh (Nhất Hạnh, en vietnamita, Thích és un títol) de nom premonàstic Nguyễn Xuân Bảo (Huế, 11 d'octubre de 1926 - 22 de gener de 2022), fou un monjo budista vietnamita i activista per la pau. Va ser un dels més coneguts difusors del budisme a Occident. Thích Nhất Hạnh fou un mestre respectat a tot el món, un escriptor, un poeta, un erudit i un home de pau. Va ser considerat la segona autoritat del budisme al món després del Dalai Lama. Nhất Hạnh va publicar més de 100 llibres, entre ells més de 40 en anglès. Com activista en el moviment per la pau, va promoure les solucions noviolentes als conflictes, també s'abstingué de menjar productes d'origen animal com a via de noviolència envers els animals no humans.

## Biografia

### Infància
Nhất Hạnh va néixer com a Nguyễn Đình Lang l'11 d'octubre de 1926 a l'antiga capital Huế al centre del Vietnam. És de la 15 generació de Nguyễn Đình. El seu pare, Nguyễn Đình Phúc, del poble de Thành Trung a Thừa Thiên, Huế, era un funcionari de l'administració francesa. La seva mare, Trần Thị Dĩ, era del districte de Gio Linh. Nhất Hạnh va ser el cinquè dels seus sis fills. Fins als cinc anys, va viure amb la seva nombrosa família extensa a casa de la seva àvia.

## Estudis
Als 16 anys, Nhất Hạnh va entrar al monestir del temple de Tu Hiếu, on el seu mestre principal era el mestre zen Thanh Quý Chân Thật.
Va estudiar com a novell durant tres anys i va rebre formació en les tradicions vietnamites del budisme Mahayana i Theravāda
Nhất Hạnh va anar a l'Acadèmia Budista Báo Quốc, on va ser ordenat monjo budista el 1949. Insatisfet amb l'Acadèmia Báo Quốc, Nhất Hạnh va marxar el 1950 i es va instal·lar a la pagoda d'Ấn Quang a Saigon Després es va mantenir venent llibres i poesia mentre assistia a la Universitat de Saigon, on va estudiar ciències
El 1960, Nhất Hạnh va acceptar una beca Fulbright per estudiar religió comparada a la Universitat de Princeton Va estudiar al Seminari Teològic de Princeton el 1961.

### Carrera

#### Accions socials al Vietnam 1960-1966
Després d'estudiar i ensenyar a les universitats dels Estats Units durant dos anys, Nhất Hạnh va tornar al Vietnam el desembre de 1963, després de l'enfonsament del règim de Ngô Đình Diệm

#### Fundació Escola de Joventut de Serveis Socials
A principis dels anys 60, Nhất Hạnh va fundar l'Escola de Joventut per al Servei Social (SYSS), un cos neutral de treballadors per la pau budistes. Van viatjar a zones rurals per crear escoles, construir clíniques de salut i ajudar a reconstruir pobles
El SYSS estava format per 10.000 voluntaris i treballadors socials que van oferir ajuda als pobles devastats per la guerra, van reconstruir escoles i van establir centres mèdics.
Nhất Hạnh va marxar als Estats Units poc després i no se li va permetre tornar, deixant la germana Chân Không a càrrec del SYSS.

#### Fundació de La Boi Press
El 1964, dos dels estudiants de Nhất Hạnh van fundar La Boi Press amb una beca de M Ngo Van Hieu. En menys de dos anys, aquesta premsa va publicar 12 llibres, però l'any 1966 les editorials es van arriscar a la detenció i a la presó acusades de comunisme.

#### Fundació de la Universitat Budista Vạn Hanh.
El 1964, va fundar la Universitat Budista de Van Hanh. Aquesta institució privada ensenyava estudis budistes, cultura vietnamita i llengües a Saigon

#### Fundació de l'Ordre de l'Inter-Ésser
Nhất Hạnh va crear l'Ordre de l'Interésser (vietnamita: Tiếp Hiện), un grup monàstic i laics, el 1966
Va dirigir aquest grup, ensenyant Atenció plena.

### Durant la Guerra del Vietnam
Nhat Hanh i els seus familiars estan acusats de comunisme

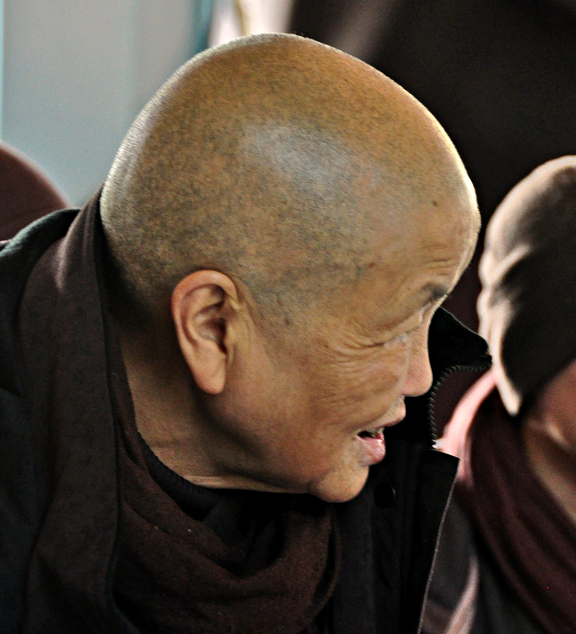
germana Chân Không

Per limitar la seva influència, Nhất Hạnh i el seu entorn eren regularment acusats de ser comunistes.
La germana Chân Không, que per exemple va ser acusada de comunisme, va ser fonamental per a la fundació i moltes activitats del SYSS, que va organitzar instal·lacions mèdiques, educatives i agrícoles a les zones rurals del Vietnam durant la guerra.
Aquest tipus d'acusació va afeblir econòmicament les accions socials.

#### Posicions públiques a favor de la pau i contra la guerra
Nhất Hạnh va anar als Estats Units el 1966 per dirigir un simposi sobre el budisme vietnamita a la Universitat de Cornell i continuar el seu treball per la pau Va ser convidat pel professor George McTurnan Kahin (Universitat de Cornell), consultor de política exterior del govern dels EUA, a participar en un fòrum sobre la política dels EUA a Vietnam per compartir una perspectiva contra la guerra.
L'1 de juny, Thich Nhat Hanh va emetre una proposta de cinc punts al govern dels Estats Units, recomanant que primer, els Estats Units fessin una declaració clara que mostrés el seu desig d'ajudar el poble vietnamita a formar un govern veritablement sensible a les aspiracions vietnamites i, segon, que els Estats Units i Vietnam del Sud cessin els atacs aeris a tot Vietnam; tercer, que totes les operacions militars anticomunistes siguin purament defensives; quart, que els Estats Units demostrin la seva voluntat de retirar-se en pocs mesos; i finalment que els Estats Units ofereixen pagar la reconstrucció.
Més tard va escriure Vietnam - The Lotus in the Sea of Fire (1965) i va aclarir les seves propostes el 1967. La junta militar de Vietnam del Sud va respondre acusant-lo de traïció i de comunista.
El 1964, després de la publicació del seu famós poema, Qui escolti, sigui el meu testimoni: No puc acceptar aquesta guerra..., Nhất Hạnh és descrit per la premsa nord-americana com un poeta contra la guerra i com un propagandista pro-comunista.

#### Relacions amb Martin Luther King
El 1965, va escriure a Martin Luther King Jr. una carta titulada A la recerca de l'enemic de l'home.
Durant la seva estada als Estats Units el 1966, Nhất Hạnh es va reunir amb King i el va instar a denunciar públicament la Guerra del Vietnam.
El 1967, King va pronunciar el discurs Beyond Vietnam: A Time to Break Silence (en)  a l'església de Riverside a Nova York, on va criticar violentament la participació militar nord-americana al Vietnam.

#### Nominació alPremi Nobel de la Pau
Més tard aquell any, King va nomenar Nhất Hạnh per al Premi Nobel de la Pau de 1967. En la seva nominació, King va dir: «No conec ningú més digne d'aquest premi que aquest amable monjo del Vietnam. Les seves idees per a la pau, si s'aplicaven, construirien un monument a l'ecumenisme, a la fraternitat mundial, a la humanitat».
Tanmateix, el fet que Martin Luther King Jr. revelar públicament quin candidat havia triat nominar, i que s'havia fet una petició ferma al comitè del premi, era una violació del protocol Nobel. El comitè no va atorgar cap premi aquell any.

#### Accions a França entre 1966 i 1975
Nhất Hạnh es va refugiar a França el 1966. Després es va convertir en president de la Delegació budista vietnamita per a la pau.
El 1969, va establir l'Església Budista Unificada (Església Budista Unificada) a França. Refugiat polític a l'Estat francès el 1972, va dirigir una branca del budisme zen que cerca l'atenció plena de l'ésser. Durant els anys 1976 a 1978, va crear una xarxa d'ajuda a refugiats polítics. Thích Nhất Hạnh va ensenyar l'art de viure plenament el present posant l'accent en l'estat meditatiu d'atenció plena. Va residir a la comunitat de meditació budista Village des pruniers a Òlt i Garona, que ell mateix va fundar el 1982, amb la monja Chân Không.
Accions de suport per ajudar els boat people

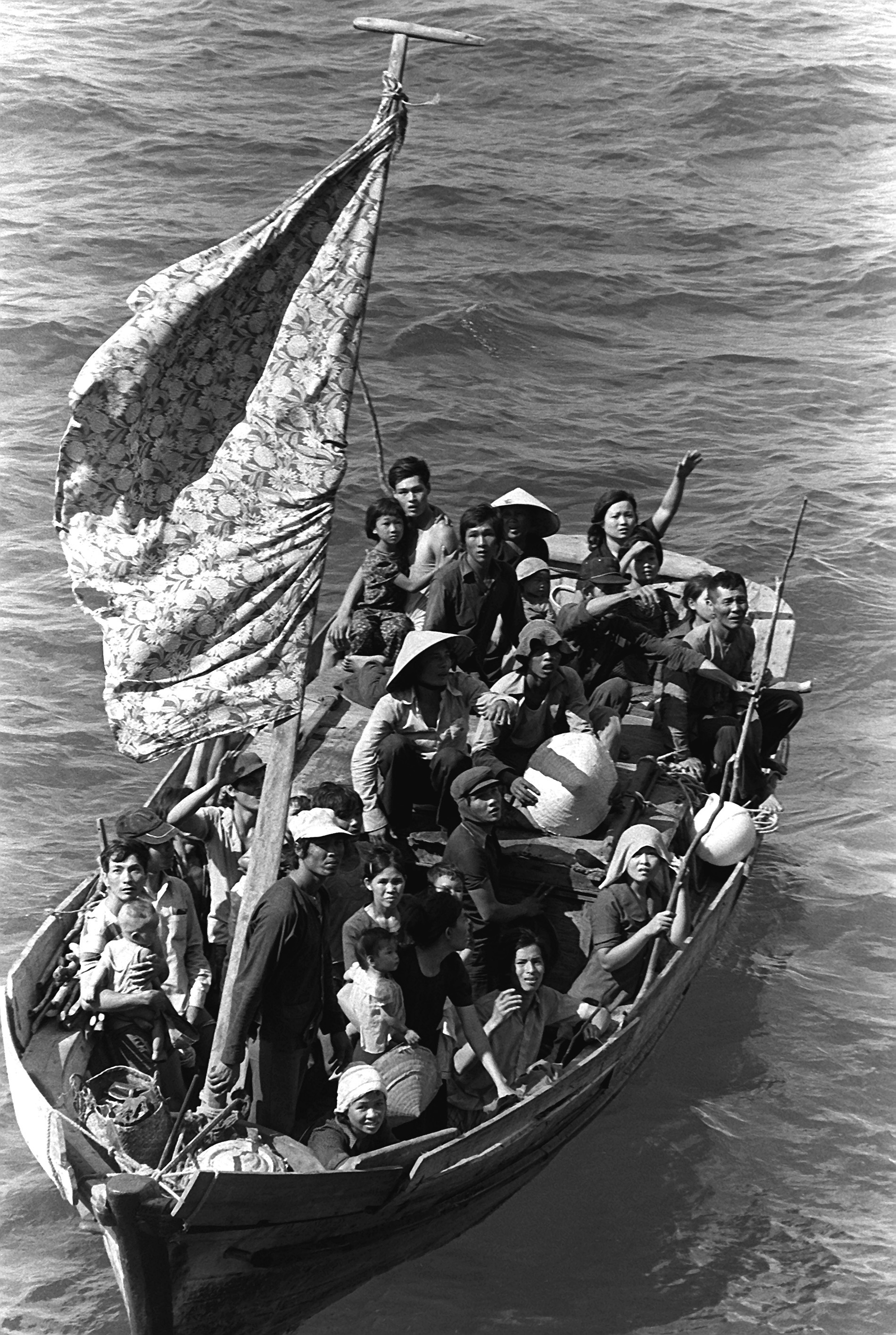
Gent de vaixells vietnamites.

El 1975, els conflictes entre l'URSS i la Xina van provocar conflictes armats a la regió del Vietnam, Laos i Cambodja. Comença una onada migratòria davant el règim comunista. Onades de refugiats marxen en vaixells improvisats.
Nhất Hạnh vol anar-hi, però l'exèrcit nord-vietnamita que ha pres el control del sud li denega l'autorització per anar a Vietnam.
Coordina les accions de suport des de França.

### Fundació Plum Village
El 1982, Nhất Hạnh i Chân Không van establir Plum Village Monastery, un monestir a Dordonya, al sud de França.
Plum Village és el monestir budista més gran d'Europa i Amèrica, amb més de 200 monjos i més de 10.000 visitants a l'any.

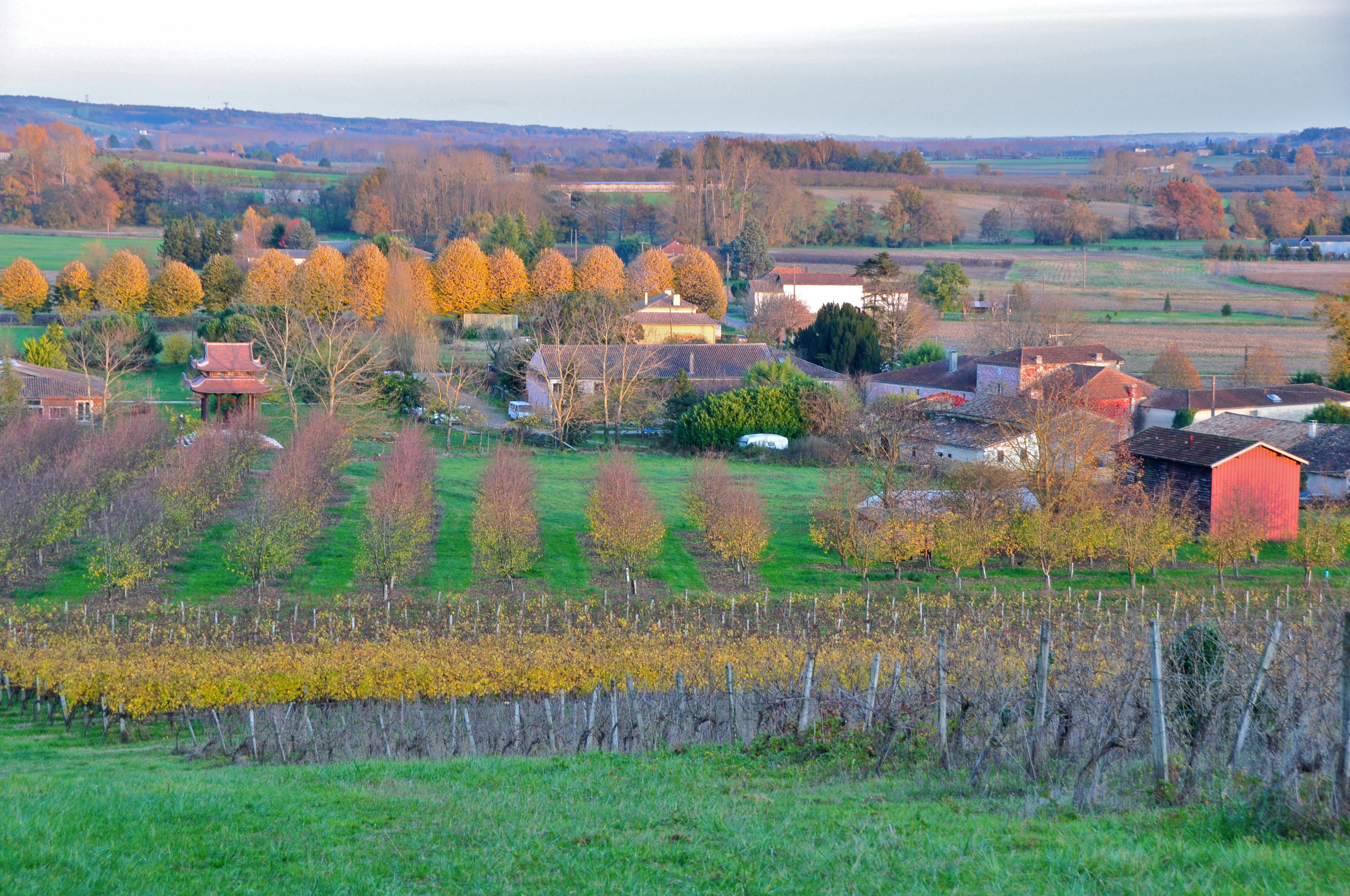
El poble de la pruna

### Fundació de centres de pràctiques
Segons la Fundació Thích Nhất Hạnh el 2017, l'organització benèfica que serveix com a braç de recaptació de fons de la comunitat Plum Village de budisme compromès, l'orde monàstic establert per Nhất Hạnh inclou més de 750 monjos en 9 monestirs d'arreu del món. Nhất Hạnh va establir dos monestirs al Vietnam, al temple original de Từ Hiếu prop de Huế i al temple de Prajna a les terres altes centrals.

### Redacció d'obres
Nhất Hạnh ha publicat més de 130 llibres, inclosos més de 100 en anglès, que, al gener de 2019, han venut més de cinc milions d'exemplars a tot el món. Els seus llibres, que tracten temes com ara ensenyaments sobre mindfulness, poesia i assaigs acadèmics sobre la pràctica del Zen, s'han traduït a més de 40 idiomes fins al gener de 2022.

### Activisme posterior
El 2014, els principals líders cristians, jueus, islàmics (musulmans), hindús, budistes, anglicans, catòlics i ortodoxos es van reunir per signar un compromís conjunt contra l'esclavitud moderna. La declaració que van signar demanava l'eliminació de l'esclavitud i el tràfic de persones per al 2020. Nhất Hạnh estava representat per Chân Không.

## Tornada a Vietnam
En 2005, després de llargues negociacions, el govern vietnamita va permetre a Nhất Hạnh tornar al Vietnam per a una visita. També se li va permetre ensenyar allà, publicar quatre dels seus llibres en vietnamita i recórrer el país amb membres monàstics i laics de la seva ordre, inclòs un retorn al seu temple arrel, el temple Tu Hieu a Huế,. El viatge no va estar exempt de polèmica. Thich Vien Dinh, escrivint en nom de la prohibida Església Budista Unificada del Vietnam (UBCV), va demanar a Nhất Hạnh que faci una declaració contra el mal historial del govern vietnamita en matèria de llibertat religiosa. Vien Dinh temia que el govern vietnamita utilitzés el viatge com a propaganda, suggerint que la llibertat religiosa estava millorant allà, mentre els abusos continuaven
Malgrat la controvèrsia, Nhất Hạnh va tornar al Vietnam el 2007, mentre que els líders de la prohibida UBCV, Thích Huyền Quang i Thich Quang Do, van romandre sota arrest domiciliari. La UBCV va qualificar la seva visita de traïció, simbolitzant la seva voluntat de treballar amb els opressors dels seus correligionaris. Võ Văn Ái, portaveu de la UBCV, va dir: «Crec que el viatge de Thích Nhất Hạnh està sent manipulat pel govern de Hanoi per ocultar la seva repressió a l'Església budista unificada i crear una falsa impressió de llibertat religiosa al Vietnam». El lloc web de Plum Village va enumerar tres objectius per al seu viatge de 2007 a Vietnam: donar suport als nous monjos de la seva Orde; organitzar i dirigir Grans cerimònies de cant destinades a ajudar a curar les ferides restants de la Guerra del Vietnam; i dirigir retirs per a monjos i laics. Les cerimònies de cant es van anomenar originalment Gran Rèquiem per pregar igual per a tots per desfer els nusos del sofriment injust, però els funcionaris vietnamites es van oposar, qualificant d'inacceptable que el govern pregués també. Per als soldats de l'exèrcit sud-vietnamita o els soldats nord-americans, Nhất Hạnh va acceptar canviar el nom a Gran Rèquiem per pregar Nhat Hanh va suggerir al president Nguyễn Minh Triết posar fi al control governamental de la religió Més tard, un oficial de policia provincial va parlar amb un periodista sobre l'incident, acusant Nhat Hanh d'infringir la llei vietnamita. Va dir l'oficial: «[Nhat Hanh] hauria de centrar-se en el budisme i mantenir-se allunyat de la política».

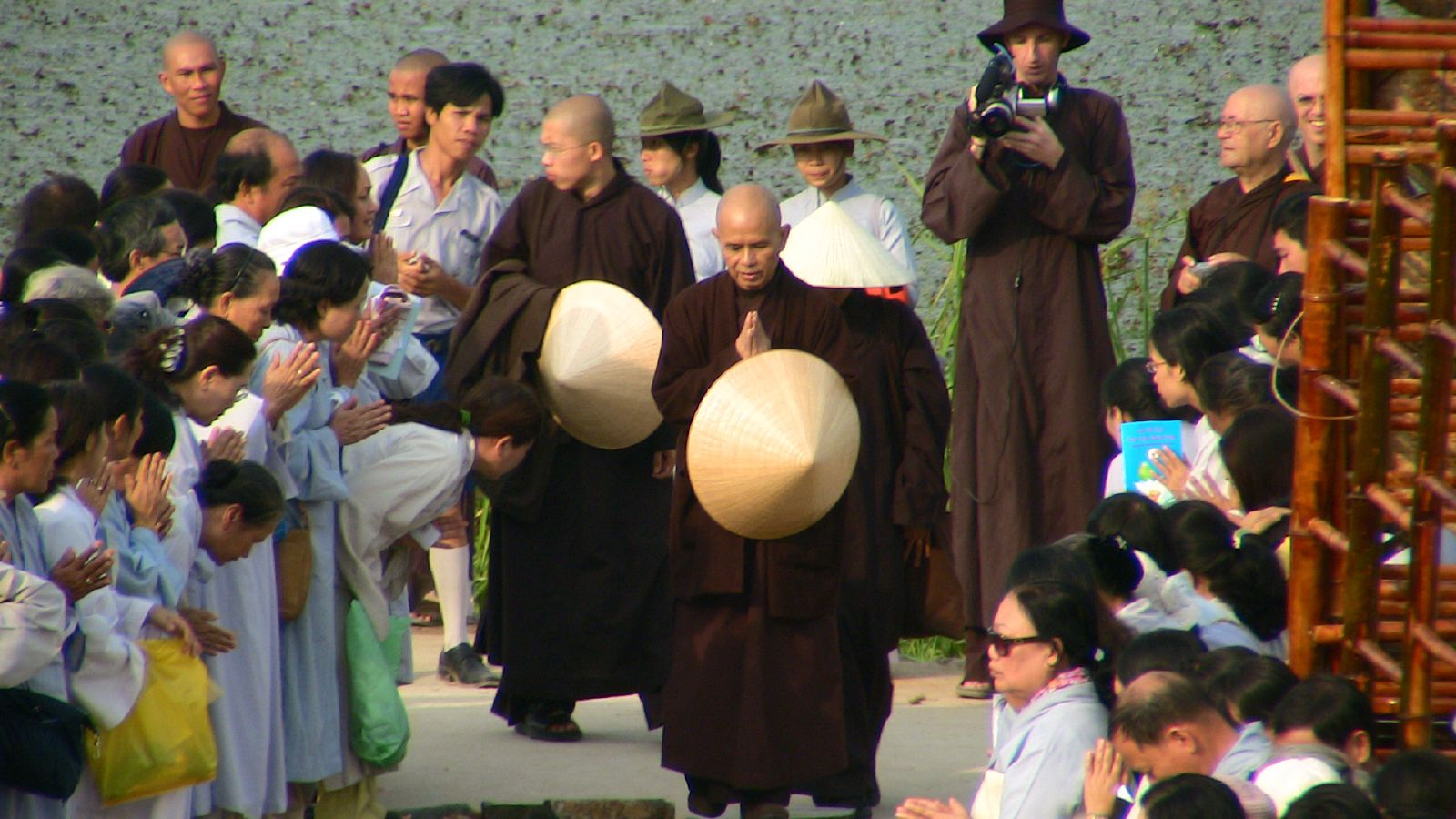
Thích Nhất Hạnh durant el seu viatge a Vietnam el 2007

Durant la visita de 2005, els deixebles de Nhat Hanh van ser convidats per l'abat Duc Nghi, membre de la Sangha budista oficial del Vietnam, a ocupar el monestir de Bat Nha i continuar la seva pràctica allà. Els partidaris de Nhat Hanh diuen que durant una cerimònia sagrada al monestir de Plum Village l'any 2006, Nghi va rebre una transmissió de Nhat Hanh i va acceptar deixar-los ocupar Bat Nha. Els seguidors de Nhat Hanh van gastar 1 milió de dòlars per desenvolupar el monestir, construint una sala de meditació per a 1.800 persones. Ara es creu que el suport del govern donat inicialment als partidaris de Nhat Hanh va ser una estratagema per treure Vietnam de la llista negra de llibertat religiosa del Departament d'Estat dels EUA, millorant les possibilitats d'entrada a l'Organització Mundial del Comerç i augmentar la inversió estrangera.
El 2008, durant una entrevista a la televisió italiana, Nhat Hanh va fer declaracions sobre el Dalai Lama que els seus partidaris van dir que molestaven els funcionaris xinesos, que al seu torn van pressionar el govern vietnamita. El president del Comitè Nacional per a Afers Religiosos del Vietnam va enviar una carta acusant l'organització de Nhat Hanh de publicar informació falsa sobre Vietnam al seu lloc web. Es va escriure que la informació publicada distorsionava les polítiques de religió del Vietnam i podria soscavar la unitat nacional. El president va demanar als partidaris de Nhat Hanh que abandonessin Bat Nha. La carta també indicava que el pare Duc Nghi volia que marxessin. «El duc Nghi trenca un vot que ens va fer... Tenim cintes de vídeo on ens convida a transformar el monestir en un lloc de culte de la tradició de la Plum Village, fins i tot després de la seva mort, vida rere vida. Ningú pot anar en contra d'aquest desig», va dir el germà Phap Kham. El setembre i octubre de 2009, es va desenvolupar un enfrontament, que va acabar quan les autoritats van tallar l'electricitat, i va ser seguit per batudes policials augmentades per multituds reunides a través de contactes de bandes. Els atacants van fer servir pals i martells per entrar i van arrossegar centenars de monjos i monges. «Els monjos grans eren arrossegats com a animals de les seves habitacions, i després els deixaven asseguts sota la pluja fins que la policia els arrossegava als taxis on els dolents de la 'societat negra' els empènyer als cotxes», va declarar un vilatà al telèfon. A dos monjos d'edat avançada se'ls va confiscar el carnet d'identitat i els van posar sota arrest domiciliari sense càrrecs a la seva ciutat natal.

## Obra publicada
- Vietnam: Lotus in a sea of fire. New York, Hill and Wang. 1967. (anglès)
- The Miracle of Mindfulness, Rider Books, 1991, ISBN 978-0-7126-4787-8 (anglès)
- Be Free Where You Are, Parallax Press, 2002, ISBN 1-888375-23-X (anglès)
- Cap a la pau interior (2009, Angle Editorial)
- La pràctica de la meditació caminant, en col·laboració amb Anh-Huong Nguyen (2012, Viena Edicions)
- Plantant llavors. La pràctica del mindfulness amb infants. Barcelona: Kairós, 2015. ISBN 978-84-9988-473-8.